# Crucianella sintenisii
Crucianella sintenisii är en måreväxtart som beskrevs av Joseph Friedrich Nicolaus Bornmüller. Crucianella sintenisii ingår i släktet Crucianella och familjen måreväxter. Inga underarter finns listade i Catalogue of Life.